# Magdalena Pereš-Vuksanović
Magdalena Pereš-Vuksanović (Jelaške kraj Vareša, BiH, 1606. – Rim, 31. prosinca 1670.) – hrvatska redovnica, umrla na glasu svetosti. Za nju se kaže da je bila hrvatska i bosanska Ivana Orleanska.

## Djetinjstvo
Rodila se u selu Jelaškama, odakle je i pisac fra Matija Divković. Već kao dijete odlikovala se mnogim vrlinama i velikom pobožnošću. U blizini njenog sela je Olovo, poznato marijansko proštenište. Odlučila je čitav život provesti u djevičanstvu. Željela je ići u samostan, ali tada nije bilo ženskih samostana u Bosni, zbog turske vladavine.

## Burna mladost
Roditelji su je nagovarali na udaju, ali ona nije željela. Mladić Frano Božić, zaprosio ju je kada je imala 18 godina. Odbila ga je. Frano je tada oteo Magdalenu sa sedmero prijatelja i na razne načine, pokušavao je nagovoriti na ženidbu. Pristala je tek kada je Franin brat Mustaj, koji je prešao na islam, zaprijetio Magdaleni, da će je odvesti sa sobom i da će onda njemu biti žena. Frano Božić i Magdalena, vjenčali su se pred svećenikom, ali ona je u duši odlučila, da neće prihvatiti taj brak, jer je Frano loše postupao s njom. Kada je Magdalena odbijala spolne odnose s Franom, zatvorio ju je u osamljenu kuću. Nakon trinaest dana, uspjela je pobjeći. Vratila se u kuću roditelja, ali su je opet oteli, a ona je pobjegla nakon dva dana. Odlučila se prerušiti u muškarca i otišla je u goru među vukove. Nije dugo izdržala, zbog nedostatka hrane. Otišla je na put i završila u Srijemskoj Mitrovici, gdje je i dalje bila preobučena u muškarca te se prozvala Ivan. Radila je kod bogatog čovjeka. Toliko mu se svidjela, da je želio posvojiti je i bogati oženiti, misleći da je muško. Zbog toga je otišla i šest mjeseci čuvala konje u Modriči, a nakon toga osamnaest mjeseci služila u modričkom franjevačkom samostanu. Franjevci su htjeli, da uđe u franjevački red, misleći da je muško, zbog čega je opet morala otići, da je ne otkriju. Došla je u nepriliku, jer su je Turci smatrali vojnim obveznikom pa je morala služiti kao vozar oružja za vrijeme Budimskog rata 1626. godine. Oboljela je u ratu i oporavljala se. Otkrila je svoju tajnu jednom biskupu, koji ju je poslao u Dalmaciju, gdje je godinu dana radila kod jedne plemkinje. Vratila se u rodni kraj 1629., ali nije tamo dugo ostala. U Dalmaciji je nastavila živjeti preobučena u muškarca. Jedan trgovac žitom, na prijevaru odveo ju je u Mletke, gdje ju je prodao mletačkoj vojsci. U Bresciji, šest je mjeseci obavljala vojničke vježbe i strepila, da li će je otkriti. Pobjegla je s jednim Francuzom u Milano, a od tamo je pješke sama išla do Rima. Prenoćila bi pod vedrim nebom, a hranila se povrćem iz vrtova i travom.

## Život u Rimu
Došla je u Rim 1632. U Bazilici sv. Petra, našla je svećenika iz Dalmacije, koji joj je pomogao. Taj svećenik je vjerojatno bio Bartol Kašić. Dugi niz godina, služila je kod jedne gospođe u Rimu. Javio se njen otmičar Frano Božić, koji je tražio da mu se vrati, no od toga nije bilo ništa. Njen ujak fra Martin Brguljanin došao je kao predstavnik bosanskih franjevaca na kapitul u Rim 1639., prepoznao ju je i potvrdio njenu krjepost. Prednjačila je uzornim životom. Postala je članica franjevačkog svjetovnog reda pod imenom Franjica Slavonka. Slavonka je tada značilo Hrvatica. Živjela je u samostanu od ožujka 1663., ali je imala pravo na slobodu kretanja i imovinu. Umrla je 31. prosinca 1670. na glasu svetosti. Sahranjena je u crkvi sv. Dominika i Siksta u Rimu.
Još za njena života, Severano je napisao njen životopis. Naziva ju “bosanskom Ivanom Orleanskom”. Dr. L. Jelić iz Zadra, napisao je njenu biografiju 1904. godine pod nazivom  “Gragja za životopis Magdalene Pereš-Vuksanović, poznate pod imenom Franice Slavonke”. Hrvatski književnik Velimir Deželić Stariji napisao je roman o njoj pod nazivom “Mandaljena pobjednica”, 1926.